# St. Cäcilia (Hehlrath)

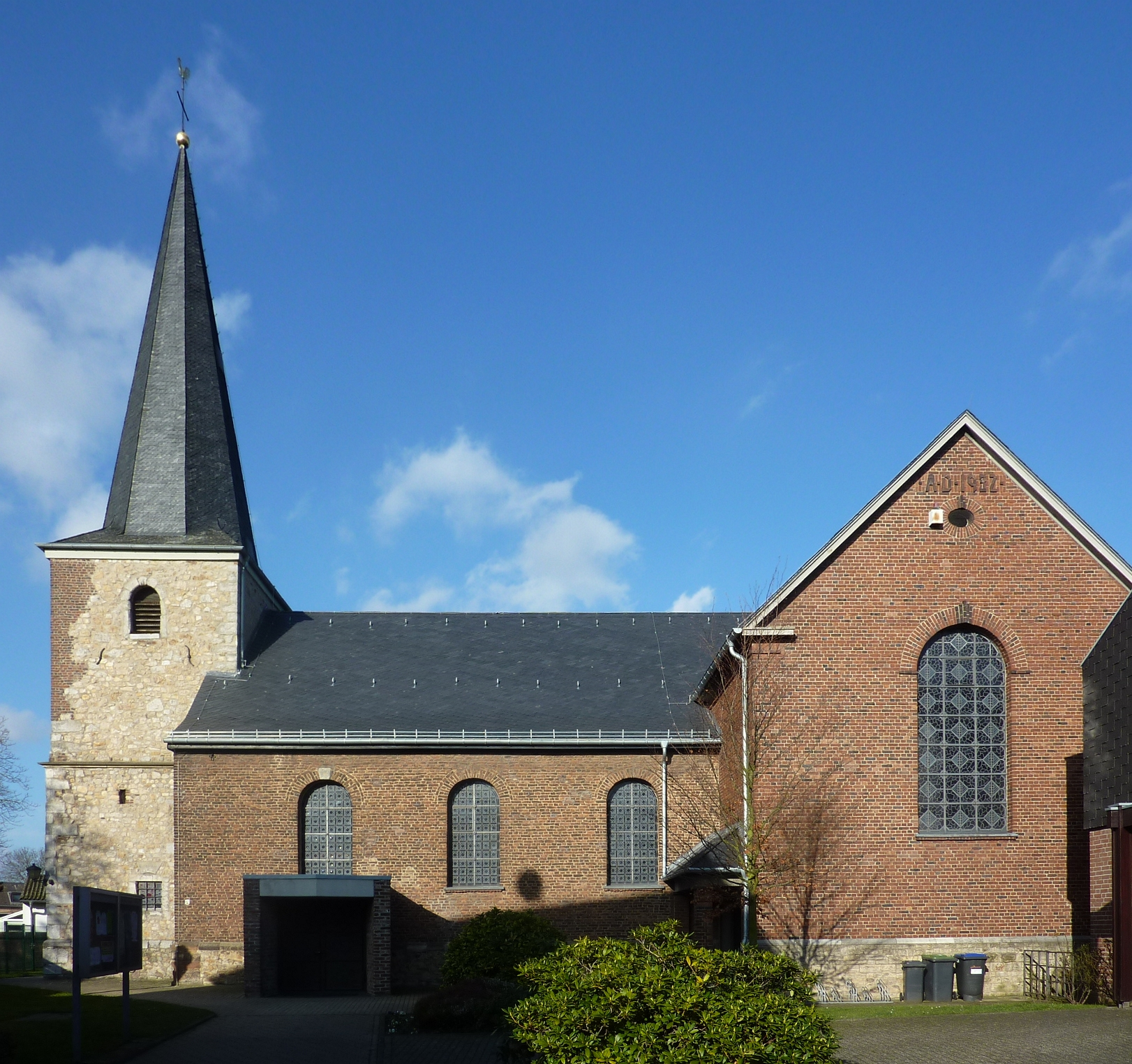
Außenansicht

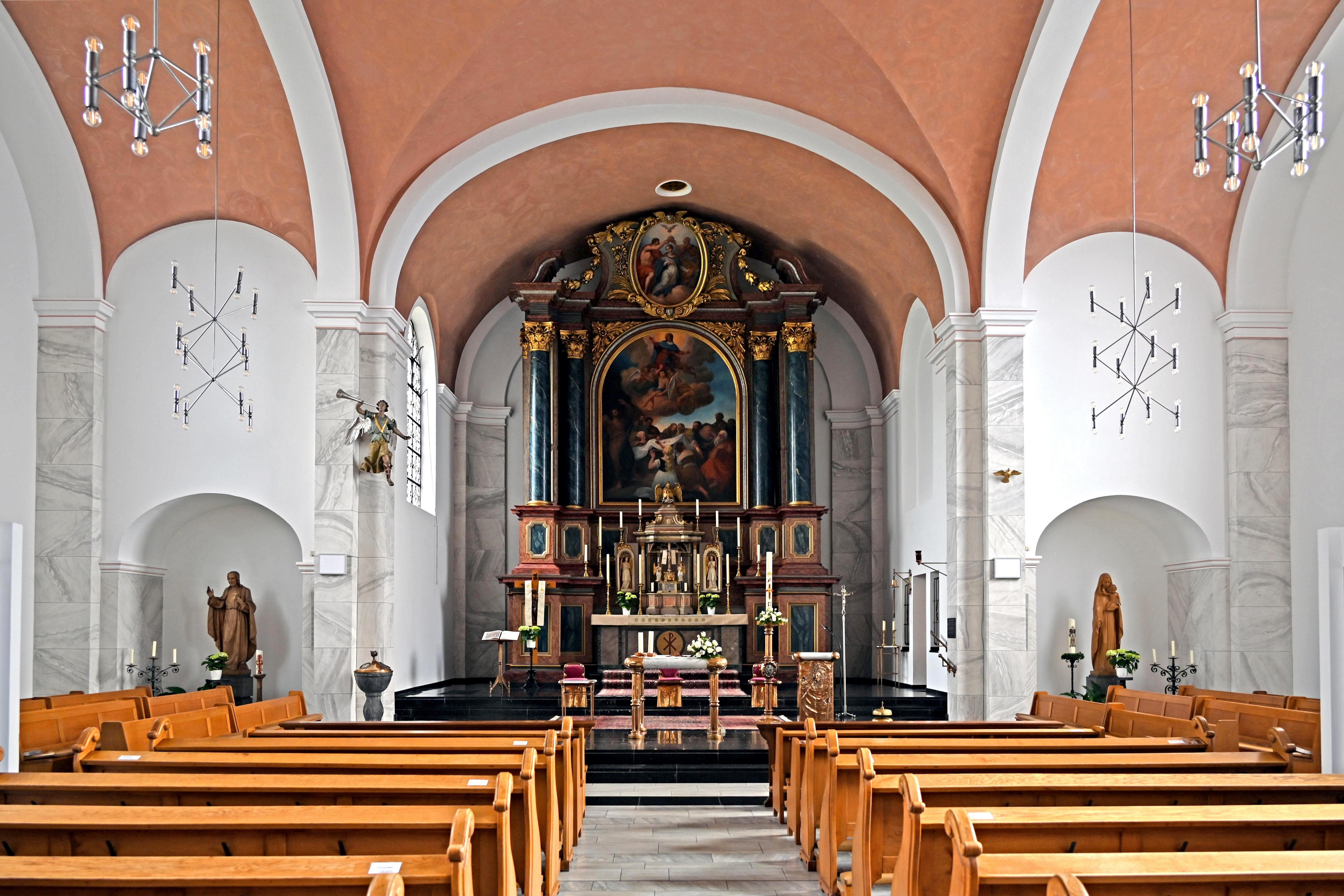
Innenraum mit Barockaltar (17. Jh.)

Die Kirche St. Cäcilia ist ein römisch-katholisches Gotteshaus in Hehlrath, einem Stadtteil von Eschweiler in der Städteregion Aachen. Sie steht unter Denkmalschutz. Die Gemeinde gehört zur Gemeinschaft von Gemeinden (GdG) Eschweiler–Nord im Bistum Aachen. Patroninnen sind die Heilige Cäcilia und die Heilige Thekla.

## Geschichte
Als Stifter einer Vorgängerkapelle mit Glockenturm und Glocken gilt das Geschlecht Helrode. Die Glocken sind heute in der Glockenabteilung des Westfälischen Landesmuseums in Münster zu sehen. Bis 1506, als der Altar dieser ersten Kapelle durch den Kölner Weihbischof Theoderich konsekriert wurde, mussten die Hehlrather den Gottesdienst in Lohn besuchen. 1787 wurde die baufällige Kirche abgerissen und durch eine neue Kirche ersetzt, deren Hauptschiff bis heute steht. Zur selbstständigen Pfarrei mit den Patroninnen Cäcilia und Thekla wurde Hehlrath im Jahr darauf erhoben. 1831 wurde mit dem Bau eines Schulhauses begonnen, das nicht vollendet wurde. 1932 wurde die Kirche um den Vorbau erweitert, und am 2. Februar 1985 wurde das Pfarrheim eingeweiht.

## Bau und Ausstattung
Die Kirche ist eine ungefähr östlich ausgerichtete Saalkirche aus Ziegelmauerwerk mit einem Tonnengewölbe, einem Querschiff und einer Apsis mit geradem Abschluss. Auf der Westseite besitzt sie einen massiven quadratischen Kirchturm aus Feldsteinen mit spitzem sechseckigen Helm.
Der barocke Hochaltar aus dem 17. Jahrhundert kam aus dem 1802 infolge der Säkularisation aufgelösten Kapuzinerkloster Aldenhoven in die Kirche und zeigt die Aufnahme Mariens in den Himmel und ihre Krönung. Ein erhaltener Tuba blasender Gerichtsengel gehörte früher zur barocken Kanzel; er ist heute in der Höhe am linken Pfeiler zwischen Querschiff und Apsis angebracht. Auch die Orgel der Kirche hat einen Barockprospekt.
In den Jahren 1975–1976 erhielt die Kirche neun neue Fenster, gestaltet von Wilhelm Buschulte, und 1978 bis 1981 einen neu gestalteten Chorraum, mit dem der Liturgiereform des Zweiten Vatikanischen Konzils Rechnung getragen wurde. Das Eingangsportal, Altar, Ambo, Sedilien und der Osterleuchter wurden in moderner Formensprache zwischen 1978 und 2001 von dem Bildhauer Bonifatius Stirnberg geschaffen.
Die Orgel auf der Empore im hinteren Teil der Kirche wurde 1974 von Heinz Wilbrand in das bestehende barocke Orgelgehäuse eingebaut. Sie hat einen Umfang von 14 Registern auf zwei Manualen und Pedal.

## Glocken
Die Kirche besitzt ein Geläut, das aus drei Bronze-Glocken besteht und dessen Geläutmotiv das Te Deum abbildet.
Glocke I Christus-Glocke 

Die größte der drei Glocken ist die Christusglocke. Sie hat einen Durchmesser von 1092 mm und ein Gewicht von 815 kg und wurde im Jahr 1988 von Hans August Mark in der Eiferer Glockengießerei Mark in Brockscheid/Daun gegossen. Die Christusglocke hat den Schlagton fis'+6.
Die Glocke trägt die Inschrift:
SCIMUS CHRISTUM SURREXISSE A MORTUIS VERE

TU NOBIS VICTOR REX MISERERE. AMEN.ALLELUIA.

(Wir wissen, Christus ist wahrhaft von den Toten auferstanden. Du wahrer Sieger und König, erbarme Dich.)
CHRISTUS VINCIT, CHRISTUS REGNAT, CHRISTUS IMPERAT

(Christus Sieger, Christus König, Christus Herr in Ewigkeit)
IN MEMORIAM 200 ANNIVERSARII CONSECRATIONIS ECCLESIAE (1787)

(In Erinnerung an die 200-jährige Wiederkehr der Weihe der Kirche (1787))
Die Glocke trägt das Bild der heiligen Cäcilia auf der einen Seite und auf der anderen Seite eine Christusdarstellung.
Glocke II Marien-Glocke

Die Christusglocke wurde wie die Marien-Glocke im Jahre 1988 von Hans August Mark in der Eifeler Glockengießerei Mark gegossen. Sie hat einen Durchmesser von 916 mm und ein Gewicht von 500 kg. Ihr Schlagton ist a'+4.
Die Glocke trägt die Inschrift:
ANNUS MARIANUS 1988

(Marianisches Jahr 1988)
O BEATA VIRGO MARIA MATER DEI IMMACULATA CONCEPTA IN CAELUM ASSUMPTA ORA PRO NOBIS

(O selige Jungfrau Maria, Mutter Gottes, unbefleckt empfangen, in den Himmel aufgenommen, bitte für uns.)
SECUNDA PATRONA ECCLESIAE: SANCTA THECLA
 (Zweite Patronin der Kirche: die heilige Thekla)
Die Glocke zeigt auf der einen Seite die Unbefleckte Empfängnis und auf der anderen Seite einen Anker mit Löwen.
Glocke III

Die dritte Glocke ist die älteste der drei Glocken und wurde im Jahre 1875 von Theodor Hugo Rudolf Edelbrock von der Firma Petit & Gebr. Edelbrock in Gescher gegossen. Der Durchmesser beträgt 756 mm und ihr Gewicht beträgt 270 kg. Ihr Schlagton ist h'+5.